# Bat for Lashes
Bat for Lashes, nome artístico de Natasha Khan (Wembley, 25 de outubro de 1979), é uma cantora, compositora e multi-instrumentista inglesa.
Ela é prima do ex-jogador de squash paquistanês Jahangir Khan.

## Biografia
Filha de uma inglesa, Josie, e um jogador de squash paquistanês, Rahmat Khan, Natasha Khan é formada em música e artes visuais. Após seu pai deixar sua família quando Khan tinha 11 anos, ela aprendeu a tocar piano sozinha, o que se tornou "um canal para expressar as coisas, deixá-las sair". Após terminar a escola, Khan conseguiu um emprego em uma fábrica de embalagem de cartões, onde trabalhava enquanto ouvia músicas que tinha feito. "A minha imaginação interna era muito fértil na época. Lembro de embalar cartões enquanto ouvia as músicas que eu tinha gravado na noite anterior no meu tocador de MiniDisc. Passava o dia todo ouvindo e sonhando enquanto contava os cartões a serem embalados." Com o dinheiro guardado desse trabalho, ela fez uma viagem de três meses pelos Estados Unidos e México. Na universidade, seus experimentais foram influenciados por artistas como Steve Reich e Susan Hiller, e produziu um trabalho de multimídia com foco em instalações fonográficas, animações e performances. Foi professora de primário, e foi durante esse tempo que começou a escrever o material para o primeiro álbum.
Seu primeiro single, "The Wizard", foi lançado digitalmente pela gravadora Drowned in Sound records e em sete polegadas (compacto) por sua própria gráfica, a She Bear Records. Assinou então com a gravadora Echo (a mesma do Feeder e da ex-vocalista da Moloko, Róisín Murphy) e lançou seu primeiro álbum, "Fur and Gold", no dia 11 de setembro de 2006.
Em 2007, Bat for Lashes assinou com a gravadora Parlophone, se separando da Echo. "Fur and Gold" foi re-lançado com faixas bônus.
Em 17 de julho de 2007, o álbum "Fur and Gold" foi indicado ao Mercury Prize, perdendo para "Myths of the Near Future", dos Klaxons, apesar de ser o favorito da mídia britânica para o prêmio.
Foi uma das indicadas aos prêmios de "melhor artista revelação" e "melhor artista feminina" no Brit Awards em 2008.
Participou do tributo ao The Cure, o álbum foi lançado pela gravadora Manimal Vinyl, com o cover de "A Forest".
Lançou seu segundo álbum, Two Suns, em 2009.
Em 2010, gravou "Let's Get Lost" com o cantor Beck para a trilha sonora do filme Eclipse.
Em 2012, lançou seu terceiro álbum, The Haunted Man, influenciado por sua vida na Inglaterra.
Em 2015, Khan se juntou com a banda Toy e o produtor Dan Carey no projeto musical Sexwitch, que resultou no lançamento de um álbum de mesmo nome com covers de músicas psicodélicas da década de 70 de diferentes partes do mundo.
Em 2016, Khan lança seu quarto álbum, The Bride.
Em 2019, é lançado seu quinto álbum, Lost Girls.

### Fur and Gold(2006-2008)
Khan se formou em música e artes visuais, enquanto na universidade o seu trabalho experimental foi influenciado por artistas como Steve Reich e Susan Hiller, e ela produziu trabalhos multimídia centrados em instalações sonoras, animações e performances. Ela passou a trabalhar como professora de creche, e foi nesse período que começou a escrever o material para seu primeiro álbum. "Quando estou compondo, é um lugar muito visual em minha mente", disse ela. "Tem uma localização cheia de personagens e cores e paisagens, assim essas duas coisas realmente se complementam e ajudam um ao outro a florescer e apoiam um ao outro. São como irmãos".
O single de estreia de Khan, "The Wizard", foi lançado digitalmente através da gravadora Drowned in Sounds e em vinil de sete polegadas com marca própria de Khan, She Bear Records. Ela, então, assinou com a gravadora Echo e lançou seu primeiro álbum, Fur and Gold, em 11 de setembro de 2006. Em 2007, Bat for Lashes saiu da Echo e assinou um contrato com a Parlophone Records. Fur and Gold foi relançado com a edição de material bônus.
O som de Khan tem sido comparado ao trabalho de Siouxsie Sioux, Björk, Kate Bush, Cat Power, PJ Harvey, Annie Lennox, Tori Amos e Fiona Apple.
Em 17 de julho, Fur and Gold foi anunciado como um dos álbuns nomeados para o Mercury Prize 2007, perdendo para o Myths of the Near Future do Klaxons, apesar de ser um favorito da mídia britânica para ganhar o prêmio. Uma versão cover de "A Forest" do The Cure apareceu em um álbum de caridade chamado Perfect As Cats no final de 2008. Depois do sucesso do segundo álbum de Khan, Two Suns, as vendas de Fur and Gold no Reino Unido aumentaram e ganhou um disco de prata do BPI em 29 de Maio de 2009 pelas vendas de 60.000 unidades. Ambos os álbuns foram descritos por MTV Iggy como "ao mesmo tempo assustadores e bem dançantes".

### Two Suns(2009-2010)
O segundo álbum de Khan, Two Suns, foi lançado em 07 de abril de 2009 e produzido por Natasha Khan e David Kosten. Em preparação para o álbum, Khan viajou para o deserto de Joshua Tree, na Califórnia, a fim de obter inspiração antes de retornar a Nova York e Londres para escrever e gravar o álbum.
Um álbum conceitual, Two Suns se concentra na alter ego Pearl de Khan que nasceu no deserto, cuja personalidade ela adotou durante a sua estada em Nova York, a fim de obter uma melhor compreensão do personagem. Ela revelou a Newsbeat da BBC: "Só fiz isso como uma experiência para me vestir com muita maquiagem extravagante. Eu queria me fotografar naquela situação e ver como eu me sentia". Khan acreditava que viver em Brooklyn, enquanto bandas como MGMT e Gang Gang Dance foram surgindo na cena musical, teve influência sobre o estilo musical do álbum. Em entrevista à MTV, ela afirmou: "Eu experimentei todas essas coisas, em termos de batidas e sair para dançar e ter tido contato com todas essas músicas novas foi realmente inspirador". Durante a produção do álbum, também colaborou com o artista do Brooklyn, Yeasayer, tocando baixo e fazendo programação de batida.
O primeiro single do álbum, "Daniel", ganhou um Ivor Novello na categoria Melhor Música Contemporânea em 2010.
No meio de 2010, Khan gravou a faixa "Let's Get Lost" com o cantor Beck para a trilha sonora do filme Eclipse. Depois de trabalhar com ele, Khan manifestou interesse em trabalhar com Beck no próximo álbum, afirmando que "ele tem ideias criativas".

### The Haunted Man(2010-2015)
Em 2010, Khan disse que seria possível lançar um álbum em 2011, porque ela ainda tinha mais dois álbuns para entregar para a problemática EMI.
Em maio de 2010, Khan falou que estava nos estágios principais da composição do terceiro álbum e "queria ter mais tempo para fazê-lo".
Em junho de 2011, Bat for Lashes estava no estúdio trabalhando em seu terceiro álbum, que possivelmente seria lançado ainda em 2011.
Em 2011, Khan gravou um cover de "Strangelove" do Depeche Mode para a campanha publicitária da Gucci do novo perfume Guilty For Him. A música foi lançada gratuitamente no canal do YouTube da Gucci e em vários blogs. Khan foi escolhida pela diretora de criação Frida Giannini. Em junho de 2011, Khan fez dois shows no Sydney Opera House, na Austrália, como parte do Vivid LIVE Arts Festival. Essas foram suas únicas apresentações em 2011.
Em junho de 2012, foi anunciado que o álbum se chamaria The Haunted Man e foi lançado em 15 de outubro de 2012, no Reino Unido. No dia 23 de Julho, foi disponibilizado o vídeo oficial para a primeira faixa de trabalho para o novo álbum, chamada "Laura", a qual Natasha já vinha apresentando nos shows realizados nas semanas anteriores.
Em setembro de 2013, Khan lançou a faixa "Garden's Heart", uma colaboração com Jon Hopkins para a trilha sonora do filme How I Live Now. Ela também participou da música "The Selfish Giant" do primeiro álbum solo de Damon Albarn, vocalista do Blur. Em 2014, Khan lançou a música "Skin Song" que faz parte do Body of Songs, álbum que traz músicas inspiradas na anatomia e ciência médica, e também colaborou com o cover de "Plan the Escape", do grupo Son Lux, para a trilha sonora de Jogos Vorazes: A Esperança - Parte 1. Em uma entrevista no mesmo ano, Khan afirmou que estava focada em projetos de arte visual e que seu quarto álbum chegaria "na hora certa".

### Sexwitch eThe Bride(2015-2016)
Em agosto de 2015, Khan começou a lançar prévias de músicas novas pelo Instagram por meio de um jogo de forca. Durante um show surpresa no Green Man Festival, no País de Gales, ela lançou o projeto musical chamado Sexwitch ao lado do produtor Dan Carey e a banda Toy. Dois dias depois, foi anunciado que o lançamento do álbum de estreia homônimo do Sexwitch será em 25 de setembro de 2015 pelas gravadoras Echo e BMG, composto por seis covers de músicas folk e psicodélicas da década de 1970 de diferentes partes do mundo.
Em 24 de agosto, em entrevista ao Pitchfork, Khan comentou que compôs a maior parte do quarto álbum do Bat for Lashes e esperava que ele fosse lançado em 2016. Ela também declarou que o álbum estava "tematicamente conectado" ao longa-metragem que ela estava escrevendo.
Em 19 de fevereiro de 2016, uma nova música intitulada "I Do" foi lançada no YouTube com um convite de casamento que dizia "Grave esta data: 1º de julho de 2016". Em 11 de março, foi divulgada a faixa "In God's House", o primeiro single do sucessor de The Haunted Man, intitulado The Bride, com lançamento previsto para 1º de julho. Em 27 de maio, foi lançado o clipe de "Sunday Love", segundo single do novo álbum. Em 07 de junho, foi divulgada a faixa "Joe's Dream".
The Bride foi nomeado para o Mercury Prize ao lado dos últimos álbuns de David Bowie e The 1975.
Em janeiro de 2017, o contrato de Khan com a Parlophone acabou, dando fim a um contrato de 10 anos.

### Lost Girls(2019-presente)
Em 10 de junho de 2019, foi anunciado o álbum Lost Girls e a música "Kids in the Dark" foi lançada no mesmo dia. Lançado em 6 de setembro do mesmo ano, o álbum é inspirado por Los Angeles e ter crescido nos anos 80. O lançamento do álbum marcou seu primeiro lançamento independente desde o fim de seu contrato de 10 anos com a Parlophone.
Um EP ao vivo, intitulado The Boys of Summer, foi lançado digitalmente em 3 de fevereiro de 2020. O EP contém um cover ao vivo da música "The Boys of Summer" do músico Don Henley.
Em 28 de setembro de 2020, lançou o cover de "We've Only Just Begun" dos Carpenters, gravado com a London Contemporary Orchestra. A música foi usada em um comercial do banco britânico Lloyds Bank.

## Outros projetos
Khan e a grife YMC lançaram uma coleção-cápsula de roupa esportiva e acessórios para a temporada primavera/verão de 2014. O lançamento da coleção foi acompanhado por um curta, Under the Indigo Moon, dirigido e estrelado por Khan e com a trilha sonora composta por ela e Beck.
Em 2015, Khan escreveu e dirigiu um curta intitulado "I Do" para o filme Madly.
Em 2018, Khan e Dominik Scherrer trabalharam na trilha sonora da série da BBC Requiem, que rendeu um prêmio Ivor Novello para Khan em 2019.

## Vida pessoal

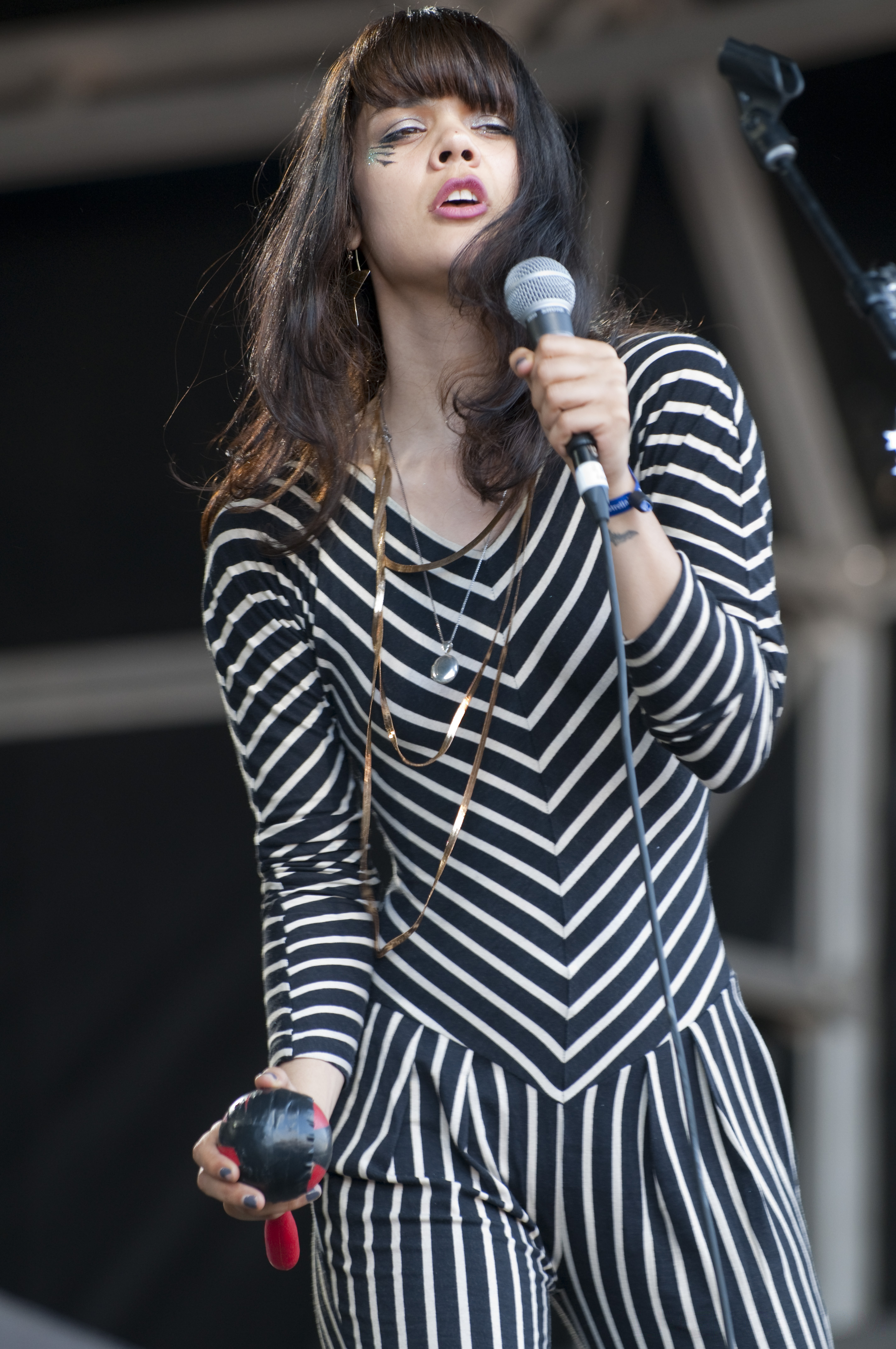
Bat for Lashes

Khan se mudou de Londres pra Los Angeles em 2017. Ela e seu parceiro, o ator e modelo australiano Samuel Watkins, vivem no bairro Highland Park, em Los Angeles. Ela deu à luz a seu primeiro filho, uma menina, em agosto de 2020.

## Ao vivo

### No Brasil
Em 2010, Khan foi o ato de abertura dos shows da banda Coldplay no Brasil.

### Em Portugal
A cantora tocou pela primeira vez em Portugal em 2012, no Festival Super Bock Super Rock.

## Discografia

### Álbuns de estúdio
- Fur and Gold (2006)
- Two Suns (2009)
- The Haunted Man (2012)
- The Bride (2016)
- Lost Girls (2019)

### Singles
- 2006: Trophy
- 2006: The Wizard
- 2007: Prescilla
- 2007: What's a Girl to Do?
- 2009: Daniel
- 2009: Pearl's Dream
- 2009: Sleep Alone
- 2012: Laura
- 2012: All Your Gold
- 2012: A Wall
- 2013: Lilies
- 2016: In God's House
- 2016: Sunday Love
- 2019: Kids in the Dark
- 2019: The Hunger